# Dobro jutro (album Dalmatina)
Dobro jutro je drugi studijski album dalmatinskog pop sastava Dalmatino. Album je 2003. godine objavila diskografska kuća Dancing Bear.

## Popis pjesama
1. Dobro jutro
2. Jematva
3. Molitva za ribara
4. Je l' to grijota
5. Dođi noćas u moj san
6. Mendula na cesti
7. Kiša će
8. Čovik i tovar
9. Srce od mraza
10. Dajen ti rič